# Zeitungsgruppe Stuttgart

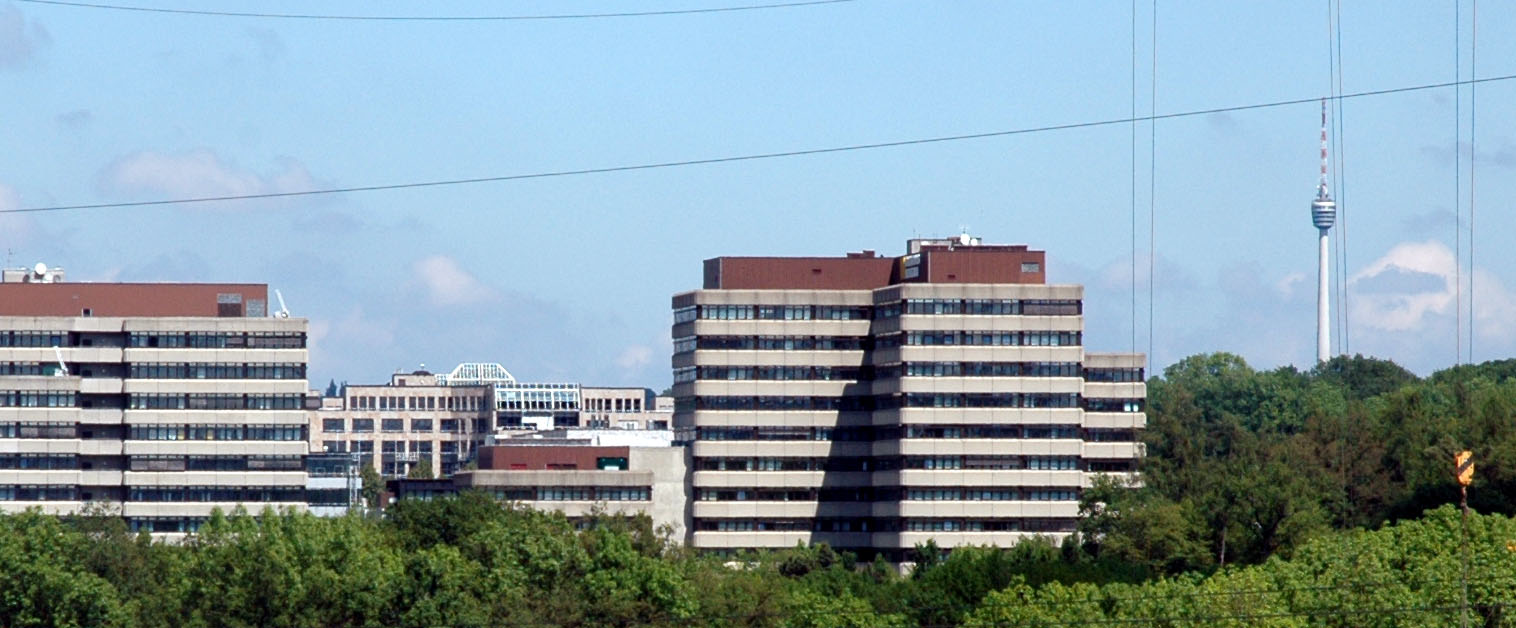
Stuttgarter Pressehaus

Die Zeitungsgruppe Stuttgart (ZGS) ist einer der fünf Unternehmensbereiche der Südwestdeutschen Medien Holding (SWMH), oder einer der beiden, die der Mediengruppe Süd GmbH (MGS) unterstehen. Sie umfasst die Mehrheitsbeteiligungen der Stuttgarter Zeitung Verlagsgesellschaft mbH & Co. KG und der Württemberger Zeitung GmbH. Hauptgesellschafter der SWMH wiederum sind die Medien Union GmbH mit Sitz in Ludwigshafen und die Gruppe Württembergischer Verleger (GWV) mit jeweils 47,5409 %.

## Beteiligungen
Die ZGS ist beteiligt an Zeitungen, Anzeigenblättern, einem Radiosender, einem Webdienstleister, mehreren Werbe- und Vertriebsgesellschaften, einem Postzustelldienst, sowie technischen Dienstleistern (Druckerei u. a.).

### Zeitungen
- Stuttgarter Nachrichten Verlagsgesellschaft mbH (Beteiligung der SWMH: 80 %; verlegt v. a. die Stuttgarter Nachrichten)
- Stuttgarter Zeitung Verlagsgesellschaft mbH & Co. KG (Beteiligung der SWMH: 100 %; verlegt v. a. die Stuttgarter Zeitung samt deren Lokalausgaben) und die Sonntagszeitung Sonntag Aktuell. Bis Anfang 2007 waren die Erben von Erich Schairer, einem der Mitherausgeber der ersten Nachkriegsjahre, zu 25 % an der Stuttgarter Zeitung Verlagsgesellschaft beteiligt, diese verkauften ihre Anteile jedoch rückwirkend zum 1. Januar 2007 an die SWMH.
  - Leonberger Kreiszeitung (Lokalausgabe der Stuttgarter Zeitung)
  - Fellbacher Zeitung (Lokalausgabe der Stuttgarter Nachrichten); Lokalteil liegt in Fellbach und Kernen im Remstal auch der Stuttgarter Zeitung bei
  - Kornwestheimer Zeitung (Lokalausgabe der Stuttgarter Nachrichten); Lokalteil liegt in Kornwestheim auch der Stuttgarter Zeitung bei
  - Marbacher Zeitung (Lokalausgabe der Stuttgarter Nachrichten); Lokalteil liegt im Verbreitungsgebiet Marbach am Neckar und Bottwartal auch der Stuttgarter Zeitung bei
  - Eßlinger Zeitung (seit 2016 Anteilsmehrheit, zuvor 24 %)[4]
- HIER Lokalzeitungen: gemeinsame (ergänzende) Lokalteile von Stuttgarter Zeitung und Stuttgarter Nachrichten
  - tägliche Ausgaben: Filder-Zeitung und Strohgäu Extra,
  - Ausgaben 3-mal wöchentlich: „Blick vom Fernsehturm“, „Bad Cannstatt & Neckarvororte“, „S-Innenstadt“ und „Nord-Rundschau“
- Sonntag Aktuell: zweitgrößte Sonntagszeitung Deutschlands (nach Bild am Sonntag); für die Abonnenten von Stuttgarter Zeitung, Stuttgarter Nachrichten und 44 weiteren Zeitungen im gesamten südwestdeutschen Raum. Verkaufte Auflage rund 660.000; drei Ausgaben: Stuttgart, Ulm und Rhein-Neckar.

### Anzeigenblätter
- Stuttgarter Wochenblatt: erstmals erschienen im August 1955, Auflage heute über 330.000 Exemplare, 12 Lokalausgaben
- Fellbacher Wochenblatt: Auflage rund 28.500 Exemplare
- Leonberger Wochenblatt (inklusive Heckengäu Rundschau): Auflage über 52.500 Exemplare / Strohgäu Wochenblatt: Auflage rund 22.500 Exemplare
- Kornwestheimer Stadtanzeiger: Reichweite rund 15.000 Haushalte
- Marbacher Stadtanzeiger: Auflage rund 23.500 Exemplare
- IWZ Illustrierte Wochenzeitung (Erstausgabe: 1973; eingestellt: 2004)

### Radiosender
- Antenne 1: größte private Radiostation in Baden-Württemberg (265.000 Hörer pro Durchschnittsstunde, 1.552 Mio. Hörer täglich); indirekte Beteiligung der ZGS über den Hauptgesellschafter SWMH

### Webdienstleister
- SIR Stuttgart Internet Regional: bereitet den redaktionellen Teil der Stuttgarter Zeitung und der Stuttgarter Nachrichten für deren Internetportale auf und reichert ihn mit Anzeigen und Werbung an.

### Werbe- und Vertriebsgesellschaften
- Südwest Media Network GmbH (Vermarkter von regionalen Zeitungstiteln)
- ZVS Zeitungsvertrieb Stuttgart (betreibt auch ein Callcenter)
- regiodirect Haushaltswerbung

### Postzustelldienst
- Das bisher vollständige Tochterunternehmen SchwabenPost Service GmbH (beschäftigte rund 800 Briefzusteller) fusionierte zum 1. März 2009 mit der vorher zur Schwarzwälder-Bote-Gruppe, ebenfalls in der SWMH, gehörenden Briefbote Südwest zur neuen BWPOST, die seither auch für Privatkunden geöffnet ist und der bundesweiten Briefdienstleister-Kooperation P2 Brief + Paket (Die Zweite Post) angehört.

### Technische Dienstleister
- MSH Medien System Haus: IT-Lösungen für Verlage in den Bereichen Anzeigen, Redaktion, Vertrieb und kaufmännische Systeme, Internet- und Online-Services
- Pressehaus Stuttgart Infotechnik (Druckvorstufe und Informationstechnologie)
- Pressehaus Stuttgart Druck (druckt u. a. die Stuttgarter Zeitung, Stuttgarter Nachrichten, Sonntag Aktuell, Stuttgarter Wochenblatt, Leonberger Kreiszeitung, Fellbacher Zeitung, Kornwestheimer Zeitung, Marbacher Zeitung, Rems-Zeitung)

## Geschichte
- Die Märkische Oderzeitung mit elf Lokalausgaben gehörte der Stuttgarter Zeitung Verlagsgesellschaft mbH & Co. KG und der Neue Pressegesellschaft mbh & Co. KG (Verlag der Südwest-Presse, Ulm) als Gesellschafter zu gleichen Teilen des die Zeitung herausgebenden Märkischen Verlags- und Druckhauses. 2012 übernahm die Neue Pressegesellschaft auch den 50-Prozent-Anteil der Stuttgarter Zeitung Verlagsgesellschaft mbH & Co. KG.[5]